# Дизайн-трилогия
«Дизайн-трилогия» — серия из трёх полнометражных документальных фильмов о дизайне режиссёра Гари Хаствита.
- 2007: Helvetica («Гельветика», о типографике и графическом дизайне, на примере истории одноимённого шрифта).
- 2009: Objectified («Овеществление», о промышленном дизайне и эргономике).
- 2011: Urbanized («Урбанизированный», об архитектуре и городском проектировании).

## Подарочное издание
В 2011 году было выпущено подарочное издание. В издание входит: коллекционная упаковка, три фильма (DVD или Blu-ray), книга с фотографиями о создании фильмов, эссе Стивена Хеллера и Гари Хаствита. Диски выпущены с кодом региона 0 (Мир), содержат дополнительные материалы и английские субтитры. Каждый экземпляр подписан режиссёром Гари Хаствитом.
Издание было создано в рамках программы по сбору средств для третьего фильма Urbanized на сайте Kickstarter
. Выпущено ограниченным тиражом в размере 1000 экземпляров. На данный момент все экземпляры распроданы.

## Показы
В России все три фильма показали в ноябре 2012 года в Москве на фестивале нового документального кино Beat Film Festival в Лекторий Политехнического музея. На показе присутствовал режиссёр Гари Хаствит, там же он прочитал лекцию про краудфандинг.